# Coroieni
Coroieni – wieś w Rumunii, w okręgu Marmarosz, w gminie Coroieni. W 2011 roku liczyła 376 mieszkańców.